# Albert Dammouse
Albert-Louis Dammouse fue un escultor, decorador y ceramista francés, nacido en París el 22 de octubre de 1848 y fallecido en Sèvres el año 1926. Trabajó como ceramista en la manufactura de porcelanas de Sèvres.

## Datos biográficos
Ceramista decorador, hijo del escultor Pierre-Adolphe Dammouse (nacido en París el 3 de abril de 1817), trabajaron ambos en Sèvres. Recibió formación en el taller de escultura de François Jouffroy donde trabajó en la realización de algunas esculturas para el Louvre.
Su hermano Edouard-Alexandre (nacido en París el 28 de octubre de 1850) fue pintor y decorador de cerámicas.
De 1863 a 1868, completó sus estudios en la Escuela Nacional de las Artes Decorativas de París (EnsAD). En 1868 ingresó en la Escuela de Bellas Artes.
De 1868 a 1870, colaboró con Marc-Louis Solon (fr) llamado "Miles". Debutó en el salón de París de 1869 con Un Portrait (busto de yeso).
Durante la guerra franco-prusiana sirvió en la guardia nacional móvil (del francés: Garde mobile) el año 1870.
En 1871, fundó un taller en Sèvres que utilizó hasta su muerte en 1926. Fabricó allí porcelanas decoradas al fuego así como greses y faienzas.
En 1874, comenzó una colaboración con la Manufactura Pouyat et Dubreuil y obtuvo una medalla de oro en la Unión Central de las Artes Decorativas. A partir de 1875, colaboró con el pintor Félix Bracquemond (1833-1914), con el que creó el célebre: Service aux Oiseaux (servicio de mesa de los pájaros).
Presentó su trabajo en la Exposición universal de 1878, obteniendo un rotundo éxito. en la de 1889, obtuvo una Medalla de oro.
De 1882 a 1886, estuvo bajo la dirección de Ernest Chaplet en el taller de Auteuil de Charles-Edouard Haviland y en el taller de la calle Blomet (fr).
En 1889, fue recibido como miembro societario de la Sociedad Nacional de las Bellas Artes y expuso en el Salón la Nationale.
Dos años más tarde, en 1891, fue nombrado secretario de la Sociedad Nacional de las Bellas Artes, posteriormente miembro del jurado en 1893.
Fundó su propio horno en Sèvres en 1892.
Era miembro de la Commision de examinadores de la Escuela de Cerámica de Sèvres en 1895. trabajó entonces con Ernest Chapelet. Hacia 1898, elaboró piezas en pasta de esmalte. Para Limoges, hizo servicios de mesa. Siguió las distintas corrientes artísticas de su tiempo sin quedar atrapado en ninguna de ellas. Se especializó en la decoración de alta temperatura sobre porcelana. Fue en Auteuil donde descubrió el gres. Con su hermano Edouard, pintor, se orientó hacia las faïenzas den las que las gamas de color para la decoración eran más amplias que en la porcelana. Su taller estuvo ubicado en el número 12 de la calle des Fontaines en Sèvres.
Sus cerámicas se conservan en numerosos museos de Francia (Galliera, Arts Décoratifs, Luxembourg, Sèvres, Limoges) y en Alemania.
Fue condecorado Comandante de la Legión de Honor.
Albert Dammouse participó en 1925, tras cincuenta años de carrera profesional, en la Exposición Internacional de Artes Decorativas e Industriales Modernas de París.

## Obras

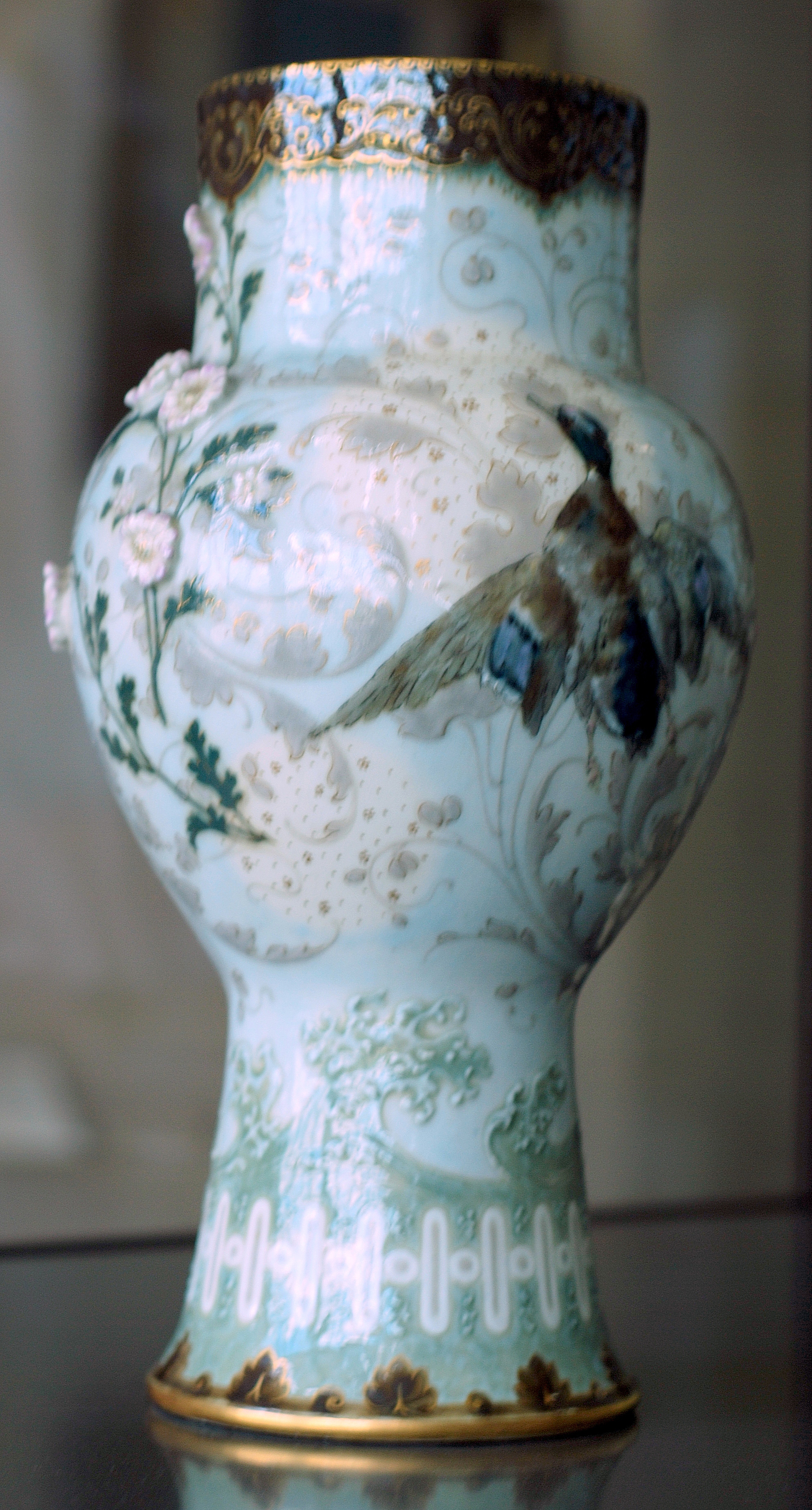
Jarrón del Museo de Orsay.
'Pulsar sobre la imagen para ampliar.

- 1877: Placa decorativa Femme et deux angelots tenant des brindilles

Mujer y dos querubines sosteniendo unas ramas , porcelana dura H:0,35cm X L:0,210cm Don Dubouché 1877
- 1878: Plat au faisan

plato del faisán  porcelana de Sévres, en la colección del Museo Dubouché de Limoges
- 1879: Assiette à dessert

Plato de postre Félix Bracquemond y Albert Dammouse en Haviland et C° de Limoges, Francia, Museo de Dalas (Estados Unidos)
- 1886: Assiette décorée d'une grappe de raisins

Bandeja decorada con un racimo de uvas Porcelana decorada a alta temperatura de la Manufactura Haviland, conservada en el Museo A. Dubouché de Limoges Inv: ADL3908
- N - D: Vase en grès

Jarrón de gres con el cuello adornado con una guirnalda de flores en relieve y de hojas incisas cubiertas de esmalte verde y amarillo. Diámetro 18,5 cm. Pieza realizada en colaboración con Ernest Chaplet, firmada bajo la base de Chaplet en cruz y las siglas H et C° y el monograma AD en cruz en la decoración
- 1890: Vase aux hirondelles

Jarrón de las golondrinas, porcelana dura; H: 0,438 cm X D: 0,188 cm adquirido mediante compra directa al artista por el Museo A. Dubouché de Limoges
- 1893: Potiches à anses

Jarritos con asas gres esmaltado; H:0,145cm X diámetro: 0,333 cm Museo de Orsay; Dufraisseix y Gérard Morel en Limoges entre 1882 y 1890, marca impresa en verde bajo la pieza CFH/GDM donativo Rispal
- N - D: Epi de faîtage

adorno de tejado en gres con chamota, base troncocónica sustentante de diversos elementos apilados, extremo superior terminado por dos cruces vegetales; firmado por Dammouse Sèvres; altura 134 cm
- N - D: ensemble de vases cornet à feillages, pasta de vidrio, colección del Museo de Orsay
- 1898: Divinité Marine

Divinidad marina, cerámica de gres esmaltado grès H:0,125cm X L:0,180cm X P: 0,210 cm Museo de Orsay
- 1900: Coupelles circulaires

Cuencos circulares, cerámica de Sèvres; venta Christie's París 2003
- 1900:  Coupe pâte de verre

copa de pasta de vidrio colección del artista, adquirido por el Museo de Orsay
- 1905: Coupe en pâte de verre Altura 5,5 cm (Museo de Arte de Kitazawa)
- 1905: Coupe en pâte de verre Museo de Orsay montura en plata de Cardeilhac
- 1907: Coupe aux papillons

copa de las mariposas, pasta de vidrio, H:0,039cm X D:0,118cm Museo de Orsay inv: OAO288
- 1908: Vase coupe en gres esmaltado, cerámica.H:0,312cm acquis en 1912 Musée d'Orsay
- 1913: Vase, Coupepasta de vidrio pie verde H:0,116cm X D:0,110cm Inv: OAO280 Museo de Orsay
- N - D: Assiette femme au hénin , pasta sobre pasta en porcelana dura, Museo Adrien Dubouché de Limoges Inv: ADL4623
- N - D: La Salamandre,

La salamandra, gres (rojo, verde, beige), venta Millon & Associés, París, 12-12-2001, en colaboración con Charlotte Besnard

## Marcas
- Porcelanas marcadas o firmadas en azul con pincel « DA Sèvres», la D sobrepuesta y la A atravesada por una línea horizontal que se interrumpe en una curva.
- Fayenzas ADS en azul sobre esmalte crudo

## Museos
- Museo de Cerámica de Sèvres (Musée national de Céramique), Hauts-de-Seine
- Museo de Arte de Dallas, Estados Unidos
- Museo Makuhari Kitazawa
- Museo de Orsay
- Museo Adrien Dubouché (fr), Limoges